# Teresa Skrzek
Teresa Skrzek (ur. w 1957) – polska łyżwiarka figurowa startująca w parach sportowych z Piotrem Sczypą. Uczestniczka mistrzostw świata i Europy, trzykrotna mistrzyni Polski (1973–1975). Zakończyła karierę ok. 1975 roku.

## Osiągnięcia
Z Piotrem Szczypą
| Zawody             | 70–71          | 71–72          | 72–73          | 73–74          | 74–75          |                |                |                |                |                |                |                |                |                |                |                |                |
| Międzynarodowe     | Międzynarodowe | Międzynarodowe | Międzynarodowe | Międzynarodowe | Międzynarodowe | Międzynarodowe | Międzynarodowe | Międzynarodowe | Międzynarodowe | Międzynarodowe | Międzynarodowe | Międzynarodowe | Międzynarodowe | Międzynarodowe | Międzynarodowe | Międzynarodowe | Międzynarodowe |
| ------------------ | -------------- | -------------- | -------------- | -------------- | -------------- | -------------- | -------------- | -------------- | -------------- | -------------- | -------------- | -------------- | -------------- | -------------- | -------------- | -------------- | -------------- |
| Mistrzostwa świata | 17             |                | 16             |                |                |                |                |                |                |                |                |                |                |                |                |                |                |
| Mistrzostwa Europy | 13             | 12             | 10             | 11             | 11             |                |                |                |                |                |                |                |                |                |                |                |                |
| Blue Swords        |                |                | 6              |                |                |                |                |                |                |                |                |                |                |                |                |                |                |
| Krajowe            |                |                |                |                |                |                |                |                |                |                |                |                |                |                |                |                |                |
| Mistrzostwa Polski |                |                | 1              | 1              | 1              |                |                |                |                |                |                |                |                |                |                |                |                |